# Kanab
Kanab és la ciutat i seu del comtat de Kane, a l'estat de Utah, Estats Units. La població l'any 2000 era de 3.564 habitants. Els residents anomenen a la ciutat "petit Hollywood" degut al fet que aquí es van rodar algunes pel·lícules de l'oest (westerns). Kanab es troba en un punt intermedi entre el Parc Nacional Bryce Canyon, el Gran Canyó i el Parc Nacional Zion.